# Рибне (Підкарпатське воєводство)
Рибне (пол. Rybne) — село в Польщі, у гміні Солина Ліського повіту Підкарпатського воєводства. Давнє лемківське село. Розташоване недалеко від кордону зі Словаччиною та Україною. Населення — 144 особи (2011).

## Історія
Уперше згадується село в 1552 році. Закріпачене до 1567 року на волоському праві у власності Балів. До 1772 р. село знаходилося в Сяноцькій землі Руського воєводства.
У 1772-1918 рр. село було у складі Австро-Угорської монархії, у провінції Королівство Галичини та Володимирії. У 1889 р. село належало до Ліського повіту, в селі було 30 будинків і 200 жителів, з них 180 греко-католиків, 14 римо-католиків і 6 юдеїв.
В 1919-1939 рр. входило до Ліського повіту Львівського воєводства (у 1934-1939 рр. входило до ґміни Вовковия). На 01.01.1939 у селі було 340 жителів (300 українців-грекокатоликів, 20 українців-римокатоликів і 20 євреїв). Греко-католики належали до парафії Вовковия Балигородського Деканату Перемишльської єпархії.
Після Другої світової війни українське населення було піддане етноциду. Частина переселена на територію СРСР в 1945-1946 рр. Родини, яким вдалось уникнути виселення, в 1947 році під час Операції Вісла були депортовані на понімецькі землі.
У 1975-1998 роках село належало до Кросненського воєводства.

## Демографія
Демографічна структура станом на 31 березня 2011 року:
|          | Загалом | Допрацездатний вік | Працездатний вік | Постпрацездатний вік |
| -------- | ------- | ------------------ | ---------------- | -------------------- |
| Чоловіки | 75      | 8                  | 54               | 13                   |
| Жінки    | 69      | 15                 | 40               | 14                   |
| Разом    | 144     | 23                 | 94               | 27                   |